# 光生
光生（こうせい、1959年5月3日 - ）は、日本の俳優。東京都出身。身長は178cm、血液型はB型。

## 出演作品

### 映画
- ザ・マジックアワー- 猪瀬 役
- 理由
- 勝手にしやがれ!!
- 白痴

### 舞台
- 月食の街

### テレビ
- 御家人斬九郎
- 白線流し
- 踊る大捜査線 第9話 ｰ タクシー運転手 役
- 熱海の捜査官- 藁久保清一 役

### Vシネマ
- キタの帝王2

### CM
- キリン・ファイア
- 東京ガス
- コカコーラ
- JFマリンバンク
- サリドン
- 参天製薬
- キシリッシュ